# Pseudochromis moorei
Pseudochromis moorei är en fiskart som beskrevs av Fowler, 1931. Pseudochromis moorei ingår i släktet Pseudochromis och familjen Pseudochromidae. Inga underarter finns listade i Catalogue of Life.